# فريغيس توران
فريغيس توران (بالمجرية: Turán Frigyes)‏ مواليد 10 يناير 1974، هو سائق راليات مجري. بدأ مسيرته في سنة 2010. كان أول رالي له هو رالي البرتغال 2010. تسابق في بطولة العالم للراليات.